# Europejski Fundusz Pomocy Najbardziej Potrzebującym
Europejski Fundusz Pomocy Najbardziej Potrzebującym (ang. Fund for European Aid to the Most Deprived, skr. FEAD) – były fundusz Unii Europejskiej wspierający działania krajów unijnych polegające na udzielaniu pomocy żywnościowej lub podstawowej pomocy materialnej (odzież, obuwie, środki czystości) osobom, które jej najbardziej potrzebują, a także wsparcia w zakresie włączenia społecznego (doradztwo i pomoc ułatwiające ludziom najbiedniejszym wydostanie się z ubóstwa), obecnie włączony do Europejskiego Funduszu Społecznego Plus. Na lata 2014–2020 na fundusz przeznaczono kwotę ponad 3,8 miliarda euro, a oprócz tego poszczególne państwa unijne mają wnieść wkład własny w wysokości co najmniej 15% w postaci współfinansowania swoich programów krajowych.
Fundusz pomaga beneficjentom, zaspokajając ich najbardziej podstawowe potrzeby. Jest to warunek wstępny umożliwiający znalezienie zatrudnienia lub ukończenie szkolenia czy kursu zawodowego.
Komisja przyjmuje programy krajowe, na podstawie których organy krajowe podejmują indywidualne decyzje dotyczące udzielenia pomocy poprzez organizacje partnerskie (np. pozarządowe). Poszczególne państwa unijne mogą wybrać, jakiego rodzaju pomocy pragną udzielać (żywność, podstawowa pomoc materialna lub oba te rodzaje pomocy łącznie), w zależności od konkretnej sytuacji oraz od tego, w jaki sposób pomoc ma być zorganizowana i rozdzielona.
Władze krajowe mogą albo same kupować produkty, a następnie przekazywać je organizacjom partnerskim, albo też przekazać fundusze wybranym organizacjom, które same dokonają zakupów. Organizacje partnerskie, które same kupują poszczególne produkty, mogą albo bezpośrednio rozdzielić je między potrzebujących lub zlecić te działania innym organizacjom.
Komisja i państwa członkowskie wspólnie odpowiadają za ocenę skuteczności działania funduszu: instytucje zarządzające przeprowadzają ocenę na szczeblu poszczególnych państw unijnych, a Komisja Europejska na szczeblu Unii.